# Эдквист, Адриан
Адриан Эдквист (швед. Adrian Edqvist; 20 мая 1999 года, Швеция) — шведский футболист, играющий на позиции нападающего. Ныне выступает за шведский клуб «Кальмар».

## Клубная карьера
Эдквист является воспитанником «Мальмё». В 2017 году перебрался в «Кальмар». 24 апреля 2017 года дебютировал в шведском чемпионате в поединке против «Сириус», выйдя на замену на 80-й минуте вместо Мелкера Халльберга.

## Статистика
Клубная статистика
Данные на 10 августа 2018 года.
| Клуб            | Сезон           | Лига | Лига | Кубок | Кубок | Еврокубки | Еврокубки | Всего | Всего |
| Клуб            | Сезон           | Игры | Голы | Игры  | Голы  | Игры      | Голы      | Игры  | Голы  |
| --------------- | --------------- | ---- | ---- | ----- | ----- | --------- | --------- | ----- | ----- |
| Кальмар         | 2017            | 3    | 0    | 1     | 2     | 0         | 0         | 4     | 2     |
| Кальмар         | 2018            | 5    | 0    | 0     | 0     | 0         | 0         | 5     | 0     |
| Кальмар         | Всего           | 8    | 0    | 1     | 2     | 0         | 0         | 9     | 2     |
| Всего в карьере | Всего в карьере | 8    | 0    | 1     | 2     | 0         | 0         | 9     | 2     |